# Gustav Röder
Moritz Gustav Röder (* 25. September 1862; †  14. Juni 1900 in unsicher: Radebeul) war ein deutscher Architekt und Baumeister.
Zahlreiche von Röders Werken stehen heute unter Denkmalschutz, darunter auch Röders eigenes Wohnhaus, in dem später der Karl-May-Verleger E. A. Schmid wohnte.
Röders Grabstelle befindet sich auf dem Friedhof Radebeul-Ost.

## Werk

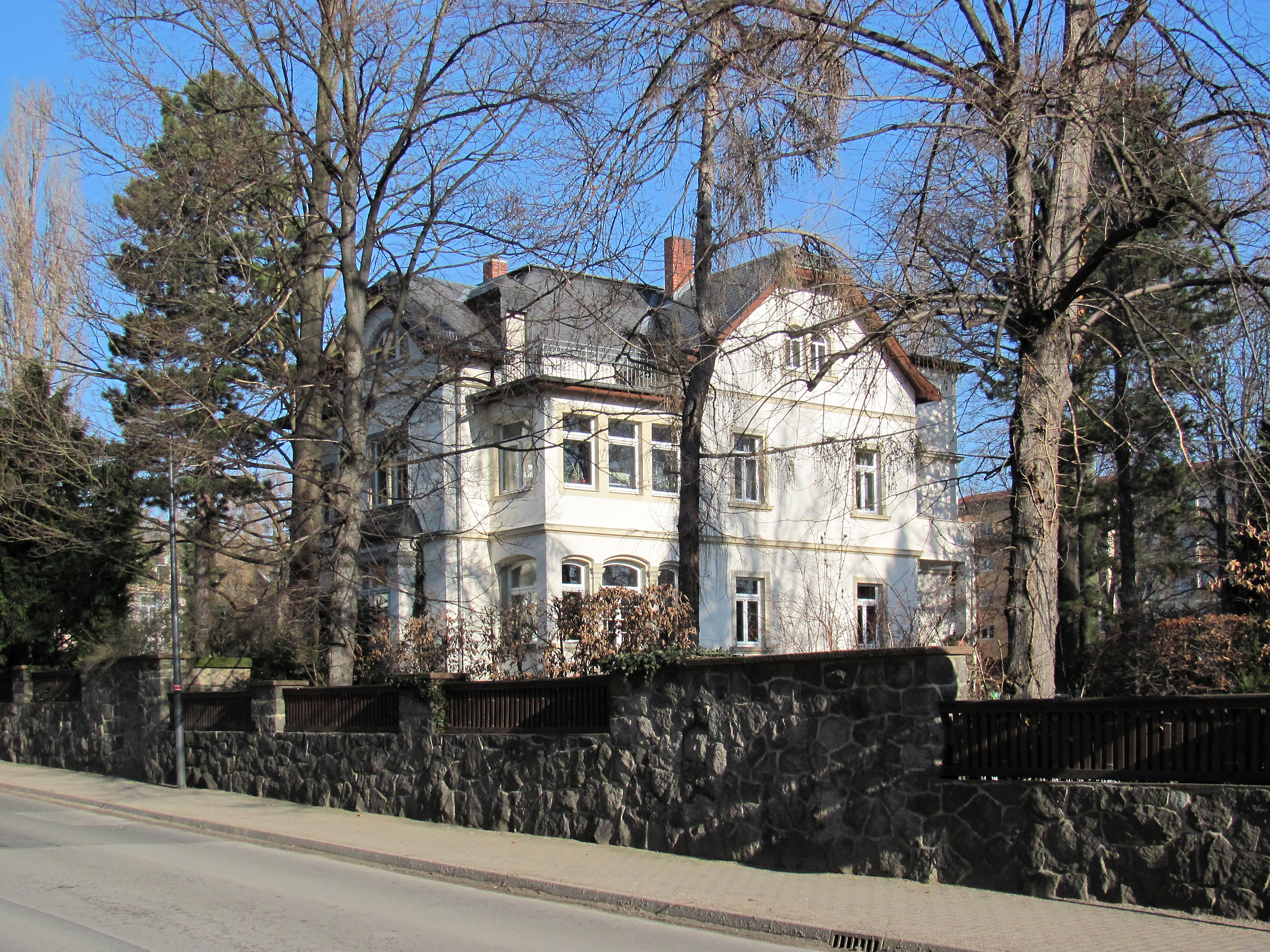
Villa Gustav Röder

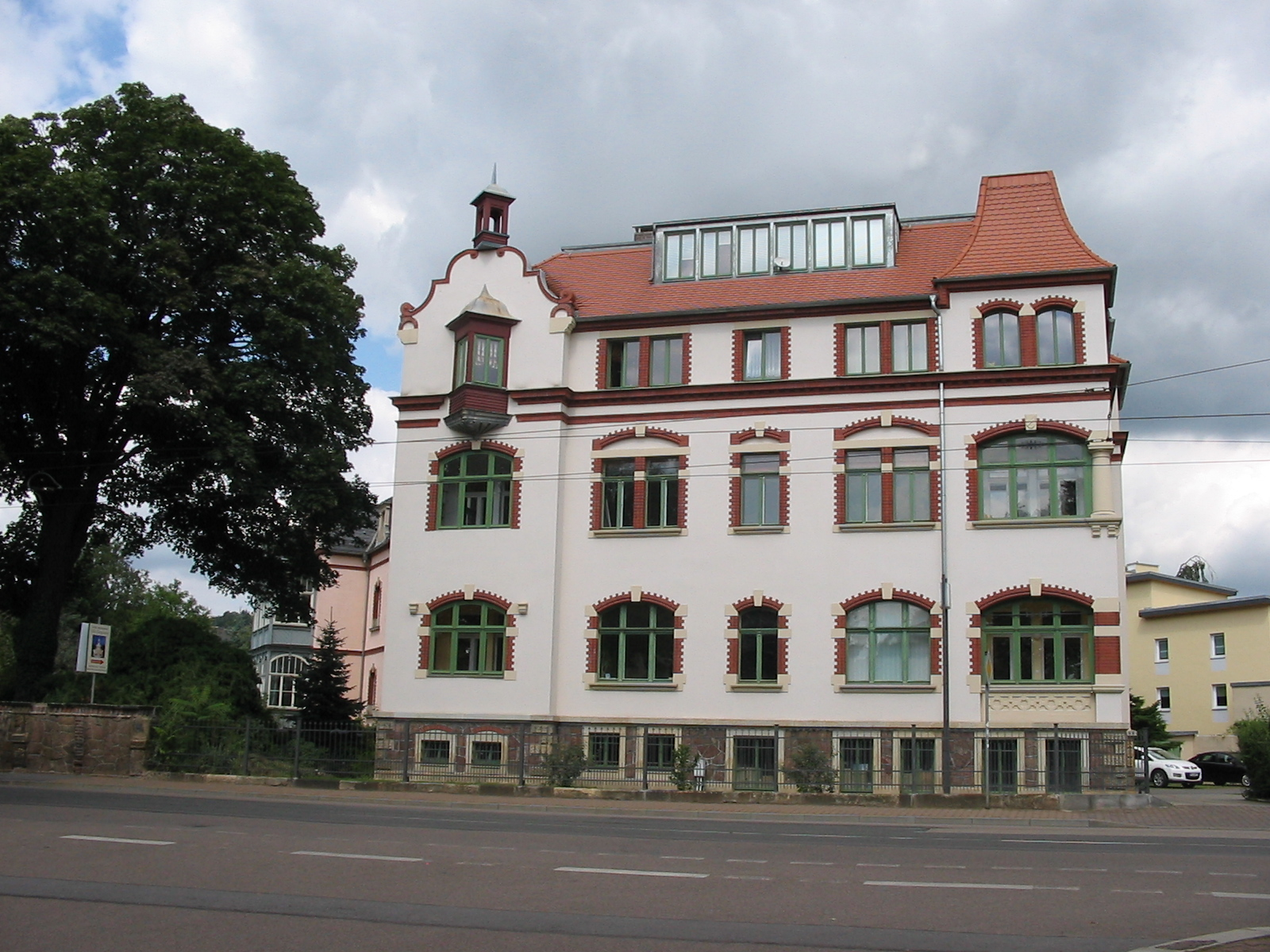
Mietshaus Alex Egerland. Links unter dem Baum ist die Grotte.

Die im Folgenden auszugsweise aufgeführten Bauten sind hauptsächlich in der Denkmaltopographie Bundesrepublik Deutschland. Denkmale in Sachsen: Stadt Radebeul aufgeführte Kulturdenkmale. Sie stellen damit kein vollständiges Werkverzeichnis dar.
- 1889: Villa Rathenaustraße 2 in Alt-Radebeul
- 1894/1895: Mietvilla Goethestraße 11 in Alt-Radebeul
- 1895: Villa Rosa in Alt-Radebeul, Hellerstraße 10
- 1895/1896: Umbau der Scheune auf dem Jägerberg in Oberlößnitz, heute Radebeul, Augustusweg 110 (Auftraggeber Eduard Bilz)
- 1895/1896: Mietshaus Gustav Ludwig Larsson in Alt-Radebeul, Louisenstraße 8 (Entwurf: Carl Käfer)
- 1896: Mietvilla Oswald Paul Kreißig in Oberlößnitz, heute Radebeul, Wettinstraße 19
- 1896/1897: Pestalozzischule in Alt-Radebeul, Pestalozzistraße 3 (Entwurf: Carl Käfer)
- 1896/1897: Villa Gustav Röder in Alt-Radebeul, August-Bebel-Straße 23
- 1896/1897: Mietshaus Alexander Egerland in Alt-Radebeul, Meißner Straße 96 (Entwurf: Julius Förster)
- 1897: Mietvilla Alexander Egerland in Alt-Radebeul, Eduard-Bilz-Straße 9
- 1897: nicht ausgeführter Entwurf für Villa Max Kuntze in Niederlößnitz, heute Radebeul, Jagdweg 6
- 1897/1898: Villa Lindeberg in Alt-Radebeul, Karl-May-Straße 1 (ab 1906/07 bis 1945 Wohnort des Malers Carl Lindeberg)
- 1898: Villa Ljosalfaheim in Alt-Radebeul, Zinzendorfstraße 15
- 1898/1900: Mietvilla Zinzendorfstraße 13 in Alt-Radebeul
- ab 1899: Wohn- und Geschäftshaus Pestalozzistraße 2 in Alt-Radebeul